# Antonio Franco
Antonio Franco (ur. 24 marca 1937 w Puglianello we Włoszech) – duchowny katolicki, arcybiskup, nuncjusz apostolski w Izraelu w latach 2006-2012.

## Życiorys
10 lipca 1960 otrzymał święcenia kapłańskie i został inkardynowany do diecezji Cerreto Sannita. W 1968 rozpoczął przygotowanie do służby dyplomatycznej na Papieskiej Akademii Kościelnej.
28 marca 1992 został mianowany przez Jana Pawła II nuncjuszem apostolskim na Ukrainie oraz biskupem tytularnym diecezji Gallesium.
Sakry biskupiej 26 kwietnia 1992 udzielił mu papież Jan Paweł II.
Następnie w 1999 został przedstawicielem Watykanu na Filipinach.
21 stycznia 2006 został przeniesiony do nuncjatury w Izraelu. Reprezentuje również Watykan na Cyprze oraz wobec władz Autonomii Palestyńskiej.
18 sierpnia 2012 przeszedł na emeryturę i został zastąpiony przez Giuseppe Lazzarotto.